# Arnaldo Trindade

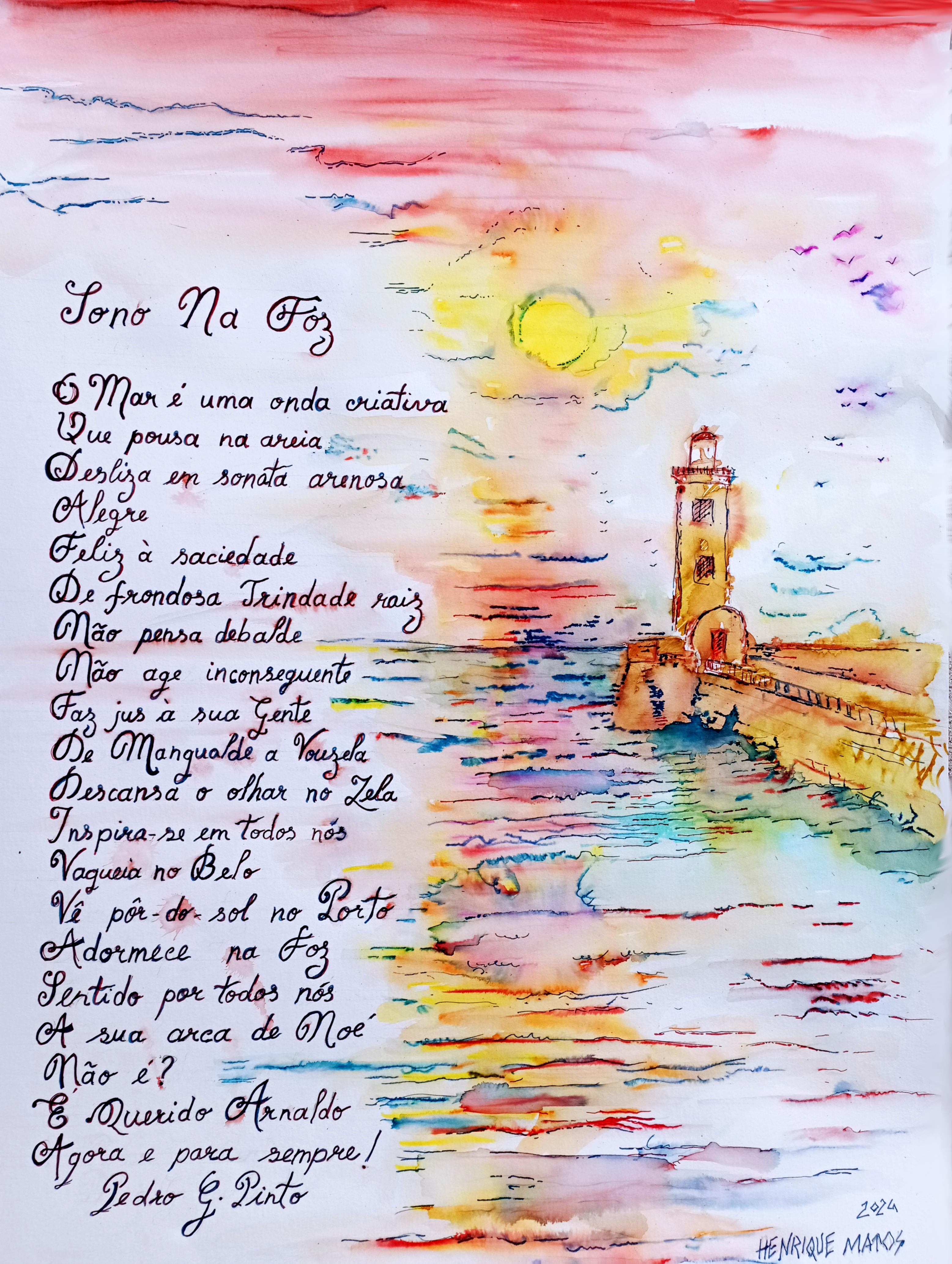
Aguarela de Henrique Matos, com poema de Pedro G. Pinto, dedicado a Arnaldo Trindade.

Arnaldo Trindade (Bonfim, Porto, 21 de setembro de 1934 - 8 de janeiro de 2024) foi um conhecido editor na indústria fonográfica das décadas de 1960, 1970 e 1980 em Portugal. Foi o fundador da editora discográfica Orfeu.

## Biografia
Arnaldo Manuel de Albuquerque Trindade nasceu na freguesia de Bonfim, no Porto, em 21 de Setembro de 1934. 
Da burguesia portuense, o seu pai era um bem sucedido comerciante de eletrodomésticos, importador da Philco, e lançou em Portugal discos da PolyGram. 
Face aos contactos com vários poetas da época, em 1956 lançou a etiqueta Orfeu e inaugurou o registo da obra poética de nomes como José Régio, Sophia de Mello Breyner, Miguel Torga, Eugénio de Andrade, Aquilino Ribeiro, Jaime Cortesão, Ferreira de Castro, José Rodrigues Miguéis, Agustina Bessa Luís, Fernando Namora, entre outros.  Mais tarde, a etiqueta Orfeu evoluiu para a produção e edição de fonogramas musicais e começou a fazer apostas na "música de tema", com nomes como Zeca Afonso e Adriano Correia de Oliveira. 
O vasto catálogo dos discos Orfeu foi integrado na Rádio Triunfo, quando foi comprada pelo Arnaldo Trindade e pelo José Serafim, em partes iguais. A 24 de Maio de 2004, Arnaldo Trindade deu uma entrevista ao programa "Pessoal e Transmissivel" da TSF. Em 20 de Setembro de 2011, foi entrevistado no programa "Bairro Alto" da RTP 2.
Dedicou-se à escrita e publicação de poesia, tendo publicado três obras. 
Faleceu em 2024, com 89 anos de idade. 

## Prémios e reconhecimento
Em 2012, a Câmara Municipal do Porto, distinguiu-o com a Medalha Municipal de Mérito. 